# Ville-di-Paraso
Ville-di-Paraso település Franciaországban, Haute-Corse megyében. Lakosainak száma 206 fő (2022. január 1.). Ville-di-Paraso Monticello, Costa, Occhiatana, Pioggiola és Speloncato községekkel határos.

## Népesség
A település népessége az elmúlt években az alábbi módon változott:
| Lakosok száma | 197  | 172  | 168  | 174  | 178  | 218  | 213  | 209  | 207  | 206  |
|               | 1968 | 1982 | 1990 | 2006 | 2011 | 2016 | 2017 | 2019 | 2020 | 2022 |